# Shah-i-Zinda
Shah-i-Zinda (en uzbeko: Shohizinda; en persa: شاه زنده‎ , que significa «El Rey Viviente») es una necrópolis en la parte noreste de Samarcanda, Uzbekistán.
Los edificios más antiguos datan del siglo XI, siendo los más famosos los mausoleos de Touman Aka (1405) y Koutloug Aka (1361), dos de las esposas del líder turco Tamerlán. Las fachadas de los portales están generalmente ricamente decoradas: cerámica vidriada y esculpida, ladrillos vidriados, inscripciones caligráficas en árabe y persa, con diseños florales y geométricos.
Desde 2021, este conjunto está integrado en el perímetro de la zona arqueológica de Afrasiab, elemento del sitio de Samarcanda - Encruzijada de culturas, clasificado como patrimonio mundial de la UNESCO.

## Historia
El conjunto incluye mausoleos y otros edificios rituales de los siglos XI, XV y XIX. El nombre de Shah-i-Zinda (que significa «El Rey Viviente») está relacionado con la leyenda de que aquí está enterrado Qutham ibn Abbas, primo de Mahoma. Llegó a Samarcanda con la invasión árabe en el siglo VII para predicar el Islam.
El complejo se formó a lo largo de ocho siglos, desde el XI hasta el XIX; y actualmente incluye más de veinte edificios.

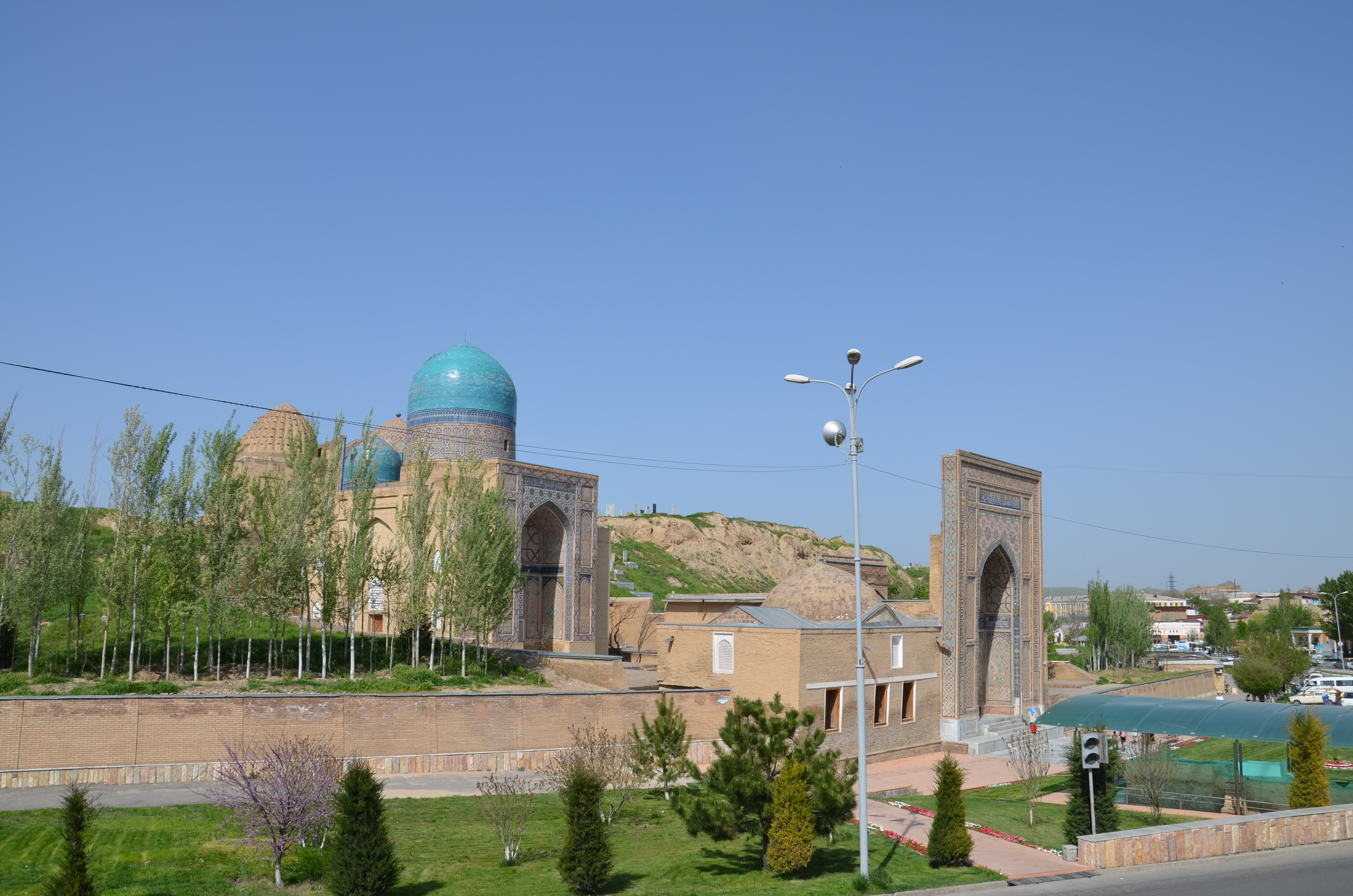
Vista moderna.

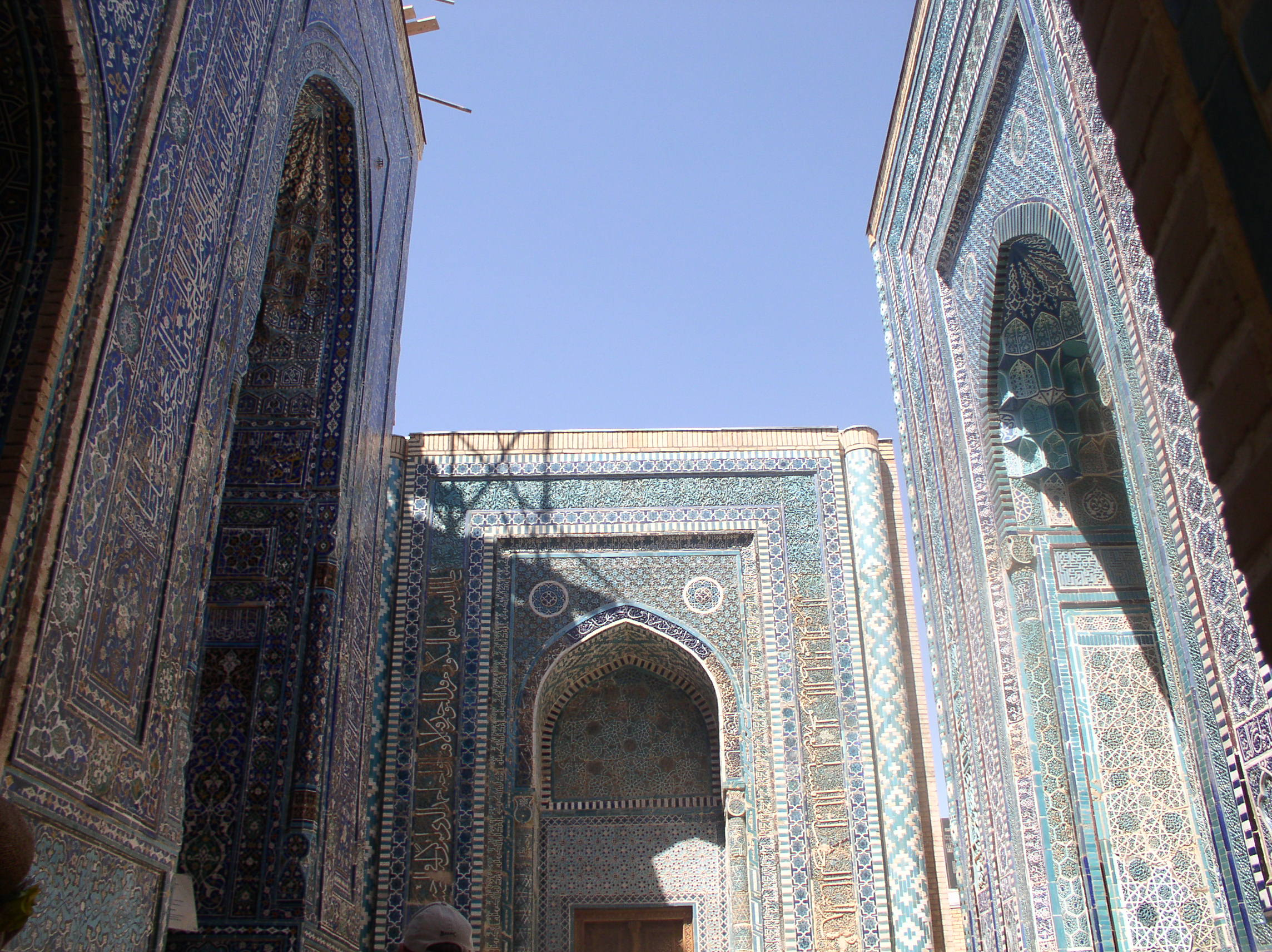
El grupo superior de mausoleos.

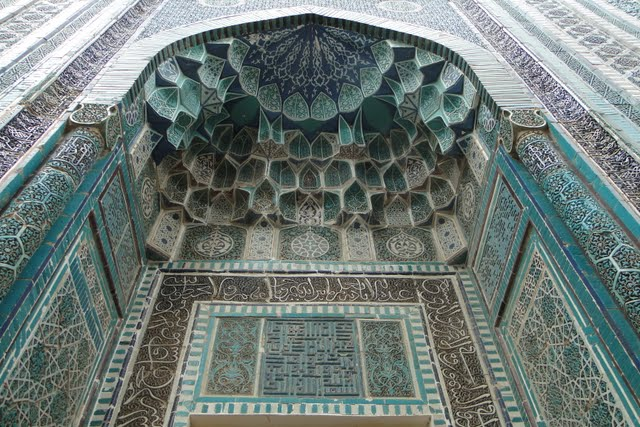
Mausoleo (detalle)

El conjunto comprende tres grupos de estructuras: inferior, media y superior conectadas por pasajes abovedados de cuatro arcos llamados localmente chartak. Los primeros edificios datan de los siglos XI y XII. Actualmente se conservan principalmente sus basas y lápidas. La mayor parte data de los siglos XIV-XV. Las reconstrucciones de los siglos XVI al XIX no tuvieron importancia y no cambiaron la composición ni la apariencia general.
Las primeras construcciones principales, el complejo Qutham-ibn-Abbas, está situado en la parte noreste del conjunto. Se compone de varios edificios. Entre ellos se encuentra el más antiguo de ellos, el mausoleo y mezquita de Qutham ibn Abbas (siglo XVI).

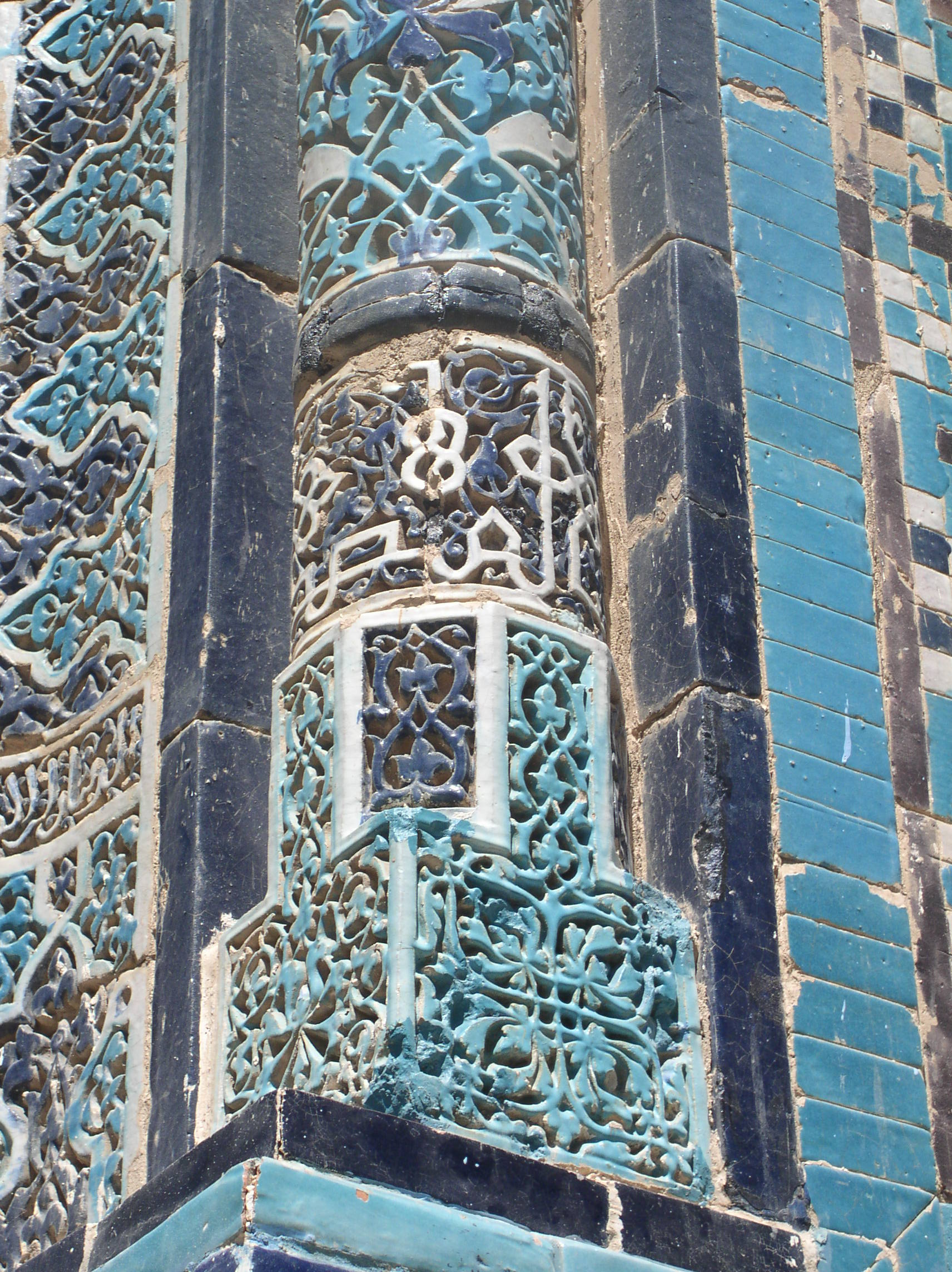
Detalle de la columna.

El grupo superior de edificios consta de tres mausoleos uno frente al otro. El más antiguo es el mausoleo de Khodja-Akhmad (década de 1340), que completa el paso desde el norte. El mausoleo de 1361, a la derecha, restringe el mismo paso desde el este.
El grupo intermedio está formado por los mausoleos del último cuarto del siglo XIV y la primera mitad del siglo XV y se ocupa de los nombres de los familiares de Timur, la aristocracia militar y el clero. En el lado occidental destaca el mausoleo de Shadi Mulk Aga, sobrina de Timur. Esta cripta de un solo recinto con cúpula de portal fue construida en 1372. Enfrente está el mausoleo de Shirin Bika Aga, la hermana de Timur. Junto al mausoleo de Shirin-Bika-Aga se encuentra el llamado Octaedro, una cripta inusual de la primera mitad del siglo XV.
Cerca de la escalera de varios escalones se encuentran los edificios mejor proporcionados del grupo inferior. Se trata de un mausoleo de doble cúpula de principios del siglo XV. Este mausoleo está dedicado a Kazi Zade Rumi, quien fue el científico y astrónomo. Por lo tanto, el mausoleo de doble cúpula que Ulugh Beg construyó sobre su tumba en 1434 y 1435 tiene una altura comparable a las cúpulas de los mausoleos de la familia real. La puerta de entrada principal al conjunto (Darvazakhana o el primer chartak) orientada hacia el sur fue construida entre 1434 y 1435 bajo Ulugbek.

## Descripción
La entrada a Shah-i-Zinde se encuentra en su extremo sur a través del gran pishtak construido por el gobernante timúrida Ulugh Beg. Da acceso a la escalera del paraíso alrededor de la cual se organizan los mausoleos.
En esta entrada también se encuentra una mezquita y la madrasa Davlet Kouchbegi (1813). Más adelante encontramos el gran mausoleo de Qadi-Zadeh Roumi (1420-1425), compuesto por dos salas rematadas con altas cúpulas azules. La mayor de las dos habitaciones es cuadrada, con cuatro iwan en cruz. El nombre que recibe este mausoleo está ligado a que podría tratarse de la tumba del astrónomo Qadi-Zadeh Roumi, aunque allí sólo se descubrieron los huesos de dos mujeres.
A continuación se colocan dos mausoleos, uno frente al otro: el mausoleo del emir Hussein (1376) y el mausoleo del emir Zadé (1386), antes de dar paso a otros dos mausoleos con una decoración especialmente rica: el mausoleo Chadi Moulk Aka, primer edificio timúrida en Samarcanda y el mausoleo Chirin Bika Aka. El mausoleo de Chadi Moulk Aka es el de una sobrina de Tamerlán, y el mausoleo de Chirin Bika Aka es el de una hermana de este; con una cúpula cuya base (tambor) tiene 16 lados. Los vanos situados bajo la cúpula se cierran mediante un conjunto de estuco, rematado por cristales de distintos colores. Las paredes interiores están finamente decoradas. Detrás de este mausoleo se encuentra el mausoleo octogonal , que data del siglo XV, cuya forma remite a una tradición poco utilizada en la región.
Más adelante, tras mausoleos que han permanecido anónimos, a la izquierda, podemos observar el mausoleo de Ali Nassafi (hacia 1385), que lleva el nombre de su arquitecto, con decoraciones de motivos estrellados en el exterior y ornamentos de estalactitas en el interior. A continuación se encuentra el mausoleo del sultán Ouloug  Begoum (hacia 1385) y luego el mausoleo del emir Bourondouk, general de Tamerlán.
En el mismo lado encontramos la mezquita y el mausoleo de Touman Aka (1404-1405), esposa de Tamerlán, el mausoleo de Khodja Ahmed (hacia 1350, por lo tanto uno de los más antiguos, que podría haber servido de modelo para el resto de la necrópolis) y el mausoleo de Koutloug Aka (1361), otra esposa de Tamerlán. Todos estos edificios son de forma cúbica, portando una cúpula esferocónica colocada sobre altos tambores, con fachadas con portales decorados con mocárabes, revestidos con cerámica finamente decorada.
Finalmente, la bóveda de un pórtico conduce a la mezquita Koussam Ibn Abbas, compuesta por un rectángulo con tres cúpulas. El mihrab está decorado con un mosaico de loza azul. La sala de los peregrinos, decorada con azulejos, está rematada por una cúpula dividida en ocho paneles diferenciados; La tumba de Koussam Ibn Abbas en la cámara mortuoria está cubierta con mayólica de colores.